# Musonycteris harrisoni
El murciélago platanero (Musonycteris harrisoni) es una especie de murciélago de la familia Phyllostomidae. Es el único miembro del género monotípico.  Musonycteris. Mide menos de 10 centímetros y es de color café-grisáceo. Su lengua puede medir hasta 7.6 centímetros. Se alimenta de néctar y polen de diversas flores. Vive en matorrales tropicales y subtropicales en la vertiente del Pacífico de Jalisco a Guerrero. Se considera en Peligro de Extinción por la Norma Oficial Mexicana 059 de SEMARNAT y en la categoría de Vulnerable por la lista roja de la IUCN.

## Distribución geográfica
Es endémica del sur de México. 

## Hábitat
Su hábitat natural son: zonas subtropicales o tropicales  de matorrales secos.

## Estado de conservación
Se encuentra bajo la categoría de peligro de extinción según la Norma Mexicana y en estado vulnerable de acuerdo con la lista roja de la IUCN.